# Национальная политика России
Национальная политика в России — комплекс политических и организационных мер, проводимых властями России в отношении народов разных национальностей (национальных меньшинств), проживающих на её территории.

## Российская империя
- Устав об управлении инородцев (1822)
- Учительские семинарии
- Русификация Украины
- Русификация Финляндии
- Русификация Польши
- Русификация Белоруссии

## РСФСР,СССР
- 1917—1918 — признание права наций на полное самоопределение вплоть до отделения. Признание государственной независимости Финляндии, Польши, Украины, Турецкой Армении и т. д. Создание первых национальных автономий в составе РСФСР. Разрешение судоговорения на всех местных языках.[2] Народный комиссариат по делам национальностей (нарком И. В. Сталин). Введение права обучения на родном языке,[3] Декларация прав народов России.
- 1920—1921 — создание в результате победы в гражданской войне национальных Советских республик.
- 1922 — Образование СССР. Ликвидация Народного комиссариата по делам национальностей.
- 1924—1925 — национально-государственное размежевание в Средней Азии. Повышение статуса некоторых национально-территориальных образований: автономная республика в составе РСФСР → национальная советская республика.
- 1920-е—18.02.1938 — развитие форм национальной автономии. Культурная революция. Период «коренизации» и «языкового строительства». На 1930 год в одной только Украинской ССР было 26 национальных районов и 1 121 национальный сельсовет. А на территории РСФСР к 1 декабря 1933 года было 117 национальных районов (в том числе 50 украинских) и более 3 тыс. сельсоветов.
- 1936 — принятие новой Конституции СССР. Ст. 121 Конституции указывает, что право граждан на образование обеспечивается, в частности, «обучением в школах на родном языке». Завершение «переходного периода от капитализма к социализму».
- 1938 — русский язык стал обязательным предметом во всех школах СССР;[4] административное введение кириллицы вместо латинского шрифта, который до этого использовался тюркскими народами СССР.
- 1939—1940 — принят курс на русификацию образовательных учреждений.[5]
- 1937—1944 — депортация народов (в начале этого периода — также другие репрессии по «национальным линиям»).
- 1955 — снятие спецпереселенцев с учёта.
- 1958 — родители получили право выбирать язык обучения для своих детей (многие предпочли русский, чему, однако, способствовали и целенаправленные административные меры).[6][7]
- 1964, 1972 — Указы о восстановлении прав депортированных народов.
- 1977 — принятие Конституции СССР. Построение «развитого социалистического общества». Создание «новой исторической общности людей — советского народа».
- Платформа КПСС «Национальная политика партии в современных условиях», одобренная на Пленуме ЦК КПСС 19 сентября 1989 г. по докладу генерального секретаря ЦК КПСС Горбачева М.С., с предложением о восстановлении тысяч национальных районов и сельских советов, которые существовали в СССР в 1924-1938 гг.
- 1990 — закон «О языках народов СССР».[8]
- 1991 — Декларация прав и свобод человека и гражданина (РСФСР), Закон РСФСР о реабилитации репрессированных народов, закон «О языках народов Российской Федерации».
- К 1991 г. только лишь в 6 из 16 республик РСФСР (4 на Северном Кавказе, в Якутии и Татарстане) существовали средние школы с преподаванием на коренном языке.[9]

## Российская Федерация
- 1992—2001 гг. —  действует Государственный комитет (затем министерство) по национальной политике (председатели и министры В. А. Тишков, С. М. Шахрай, Н. Д. Егоров, В. А. Михайлов, Е. С. Сапиро, Р. Г. Абдулатипов, В. А. Михайлов, А. В. Блохин).
- 1993 — принятие Конституции Российской Федерации. Признание многонациональной структуры общества. Конституционное признание прав коренных малочисленных народов. Декларирована свобода в определении и указании своей национальной принадлежности, а также свобода выбора языка общения, воспитания, обучения и творчества.
- 1996 — принятие Концепции государственной национальной политики[10] и закона «О национально-культурной автономии».
- 1997 — нереализованное решение о создании Совета при Президенте РФ по федеративной и национальной политике.
- 1998 — ратификация Рамочной конвенции о защите национальных меньшинств.
- С 2003 по 2008 год — Объединение регионов России. С ликвидацией 6 автономий коренных народов РФ (Коми-Пермяцкого, Эвенкийского, Корякского, Таймырского (Долгано-Ненецкого), Агинского Бурятского, Усть-Ордынского Бурятского национальных/автономных округов).
- С 2004 до 2014 года национальной политикой ведает Министерство регионального развития Российской Федерации (после его ликвидации полномочия по национальной политике переданы министерству культуры[11]).
- 2005 — Закон «О государственном языке Российской Федерации».[12]
- 2007 — закон «О внесении изменений в отдельные законодательные акты РФ в части изменения понятия и структуры государственного образовательного стандарта», упраздняющий с 2009 г. национально-региональный и школьный компоненты — высказаны разные оценки того, как изменения повлияют на изучение языков национальных меньшинств. Тем самым, были закрыты по сути все национальные школы на языках коренных народов в республиках/автономиях РФ ("национальные" формально, но обучение на русском языке, учебники на русском языке кроме 2 предметов - коренной  язык и литература  коренного языка)[13][14][15][16]
- 2011 — в аппарате правительства создан отдел по вопросам национальных отношений.[17]
- 2012 — на смену концепции 1996 года принята Стратегия государственной национальной политики Российской Федерации на период до 2025 года.[18]
- 2015 — создано[19] Федеральное агентство по делам национальностей.
- 2017 — по поручению Президента РФ проведены прокурорские проверки в республиках РФ, по результатам которых обучение государственным языкам субъектов федерации в школах переведено на добровольную основу, в то время изучение русского языка оставлено обязательным.
- 2018 — Указом Президента Российской Федерации от 06.12.2018 № 703 "О внесении изменений в Стратегию государственной национальной политики Российской Федерации на период до 2025 года, утверждённую Указом Президента Российской Федерации от 19 декабря 2012 г. № 1666", в Стратегию включены целевые показатели эффективности и ожидаемые результаты принимаемых мер.[20]